# Kazachmys Satpajev
Kazachmys Satpajev je hokejový klub ze Satpajeva, který hraje Kazašskou ligu ledního hokeje. Klub byl založen roku 2002. Jejich domovským stadionem je Ice Palace Arena s kapacitou 2500 lidí. Tým do roku 2006 sídlil v Karagandě (ligu hrál pod názvem Kazachmys Karaganda), poté se však přestěhoval do Satpajeva.